# دستگرد (خوسف)
دستگرد یک روستا در ایران است که در شهرستان خوسف واقع شده‌است. دستگرد ۳۴ نفر جمعیت دارد.